# Miholašćica
Miholašćica je naselje na otoku Cresu. Administrativno, naselje pripada gradu Cresu.

## Zemljopisni položaj
Nalazi se u uvali na zapadnoj obali otoka, jugozapadno od Vranskog jezera.
Najbliža naselja su Martinšćica (2 km sjeverno) i Stivan (2 km jugoistočno).

## Stanovništvo
Prema popisu iz 2001. godine, naselje ima 22 stanovnika. 
| broj stanovnika |       |       | 82    | 44    | 122   | 116   |       |       | 85    | 56    | 42    | 23    | 25    | 23    | 22    | 36    | 31    |
|                 | 1857. | 1869. | 1880. | 1890. | 1900. | 1910. | 1921. | 1931. | 1948. | 1953. | 1961. | 1971. | 1981. | 1991. | 2001. | 2011. | 2021. |

## Vanjske poveznice
- Grad Cres: Naselja na području grada Cresa